# Авл Корнелій Косс (військовий трибун з консульською владою 369 року до н. е.)
Авл Корне́лій Косс (лат. Aulus Cornelius Cossus; IV століття до н. е.) — політик і військовий діяч Римської республіки, дворазовий військовий трибун з консульською владою (консулярний трибун) 369 і 367 років до н. е.

## Біографічні відомості
Походив з древнього патриціанського роду Корнеліїв. Про молоді роки та його батьків згадок немає.

### Перша трибунська каденція
369 року до н. е. його було вперше обрано військовим трибуном з консульською владою разом з Квінтом Сервілієм Фіденатом, Квінтом Квінкцієм Цинціннатом, Гаєм Ветурієм Крассом Цікуріном, Марком Фабієм Амбустом і Марком Корнелієм Малугіненом. Спроба захопити римським військом під час цієї каденції місто Венестрі була невдалою. Того року трибуни сприяли замиренню патриціїв та плебеїв. Зрештою було підтримано закон Секстія—Ліцинія стосовно дозволу плебеям займати консульську посаду.

### Друга трибунська каденція
367 року до н. е. його було вдруге обрано військовим трибуном з консульською владою разом із Марком Геганієм Мацеріном, Луцієм Ветурієм Крассом Цікуріном, Марком Корнелієм Малугіненом, Публієм Манлієм Капітоліном і Публієм Валерієм Потітом Публіколою. Під час каденції після звістки про наближення до Риму галів вп'яте Марка Фурія Камілла було обрано диктатором. Цього року посада військових трибунів з консульською владою була скасована через те, що народні трибуни Секстій і Ліциній зрештою провели через сенат закон, згідно з яким один з консулів мав бути обов'язково з плебеїв.
Про безпосередню діяльність під час трибунських каденцій і подальшу долю Авла Корнелія Косса відомостей не збереглося.